# 호피족

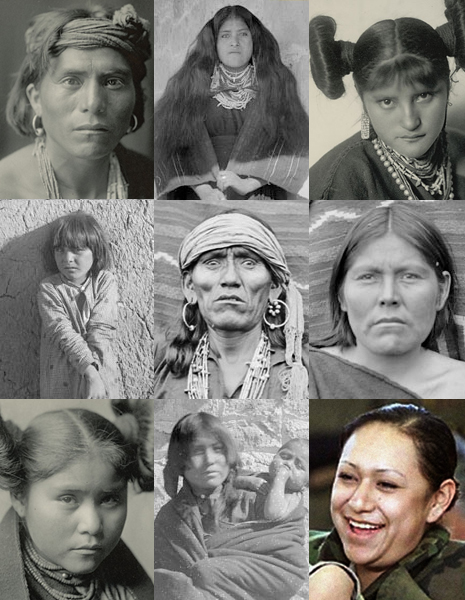
호피족의 초상화

호피족(Hopi)은 토속 미국 내 아메리카 원주민으로, 미국 애리조나주 북동부의 푸에블로 인디언을 가리킨다. 2010년 인구조사에 의하면, 미국내에 19,338명의 호피족이 거주하고 있다.

## 같이 보기
- 카치나 (신) - 호피족이 믿었던 정령
- 키바
- 푸에블로 인디언
- 호피어